# 留級魔女
《留級魔女》是由成田覺子撰寫、千野枝長插圖的一部日本兒童文學，2006年10月起由Poplar Pocket文庫發行。亦是成田覺子的出道作，成田覺子以本作品獲得POPLAR社的第一屆Dream Smash！大賞。改編動畫電影《留级魔女 風嘉與黑之魔女》將於2023年3月31日在日本上映。

## 外部連結
- 官方网站（日語）